# كوروت-1b
COROT-1b (المسمى سابقا COROT-Exo-1b) هو كوكب خارج المجموعة الشمسية يقع على بعد يقدر بحوالي 1,560 سنة ضوئية في كوكبة وحيد القرن .تم اكتشاف هذا الكوكب في مايو 2007 يدور حول القزم الأصفر COROT-1 . وكان هذا الكوكب أول اكتشاف من قبل بعثة كوروت الفرنسية.